# Der Kuß (1929)
Der Kuß (OT: The Kiss) ist ein US-amerikanischer Spielfilm von Jacques Feyder mit Greta Garbo in der Hauptrolle aus dem Jahr 1929. Es war der letzte Stummfilm von Metro-Goldwyn-Mayer.

## Handlung
Irene Guarry ist eine feinsinnige Frau aus Lyon, die unglücklich mit einem brutalen Mann verheiratet ist. Sie liebt heimlich den Anwalt André Dubail, mit dem sie sich gelegentlich im Museum trifft. Eines Tages verliebt sich der junge Pierre, Sohn eines Geschäftspartners ihres Mannes, in Irene. Er besucht Irene in ihrem Haus, wo es zu einem scheuen, aber vollkommen unschuldigen Kuss kommt. In dem Moment kommt Irenes Ehemann zurück, missversteht die Szene und will Pierre töten. Es entsteht ein Handgemenge, die Tür schließt sich vor dem Betrachter und in dem Moment fällt ein Schuss. Der Ehemann liegt tot am Boden und es bleibt bis zuletzt unklar, wer den Schuss abgegeben hat. Die anschließende Gerichtsverhandlung, in der André die Verteidigung von Irene übernimmt, klärt den Sachverhalt auch nicht auf und am Ende wird Irene freigesprochen.

## Hintergrund
Der Kuß, am 15. November 1929 in den nationalen Verleih gebracht, war die letzte Stummfilmproduktion. Das Studio, das als letztes der Großstudios den Wechsel zum Tonfilm vorgenommen hatte, konnte mittlerweile dank Douglas Shearer die besten Tontechniker und die innovativsten Aufnahmetechniken in Hollywood aufweisen.
Mitte 1929 war der Siegeszug des Tonfilms nicht mehr aufzuhalten und mit Wise Girls produzierte MGM den ersten reinen Tonfilm, der keine stumme Version mehr für die Kinos im Lande aufwies, die noch nicht auf die neue Technik umgestellt waren. Gleichzeitig stellte sich dem Studio das Problem, dass Greta Garbo einen nicht zu überhörenden Akzent aufwies, der zusammen mit der noch primitiven Aufnahmetechnik ihre Stimme nahezu unhörbar für amerikanische Ohren klingen ließ. Da zudem ihr laufender Vertrag nicht ganz eindeutig war, ob sie überhaupt Tonaufnahmen machen musste, wartete das Studio ab, seinen wertvollen Besitz vor ein Mikrophon zu stellen. Das gezielte Abwarten sollte sich auch bei den anderen Topstars des Studios auszahlen: Joan Crawford, Norma Shearer und Marion Davies gaben alle erst ab Mitte 1929 ihr Debüt im talkie, wie der Tonfilm auch genannt wurde. Nachdem jedoch mit Ramón Novarro ebenfalls ein Schauspieler mit starkem Akzent erfolgreich den Wechsel ins neue Metier gemacht hatte und zudem bei der Konkurrenz von Paramount mit Maurice Chevalier ein Star bereitstand, der gerade wegen seines fremdländischen Akzents zum Star wurde, entschloss sich MGM, den Versuch mit Garbo zu wagen.
Doch bis es so weit war, steckte man die Schauspielerin Mitte 1929 noch in die Produktion von Der Kuß. Mit Jacques Feyder bekam sie einen Regisseur, den sie auch persönlich kannte und schätzte. Als männlicher Co-Star wollte Greta Garbo Nils Asther, mit dem sie bereits zwei Filme gedreht hatte. Am Ende bekam Conrad Nagel die Rolle.

## Kinoauswertung
Die Produktionskosten lagen mit 257.000 US-Dollar niedrig im Vergleich zu den bisherigen Ausgaben für einen MGM-Film mit Greta Garbo. Die Einspielergebnisse von 518.000 US-Dollar im Inland und 387.000 US-Dollar erbrachten ein kumuliertes Gesamtergebnis von 905.000 US-Dollar. Am Ende stand ein überdurchschnittlich hoher Profit von 448.000 US-Dollar. Dies zeigte, dass Greta Garbo auch mit ihrem letzten Stummfilm ein exzellentes Geschäft für das Studio darstellte.

## Kritiken
Die meisten Kritiken waren erneut positiv.
So stand im Motion Picture Herald: